# Rano Kau
Rano Kau je 324 m visok ugasel vulkan, ki tvori jugozahodno ozemlje Velikonočnega otoka, čilskega otoka v Tihem oceanu. Nastal je iz bazaltnih lavnih tokov v pleistocenu s svojimi najmlajšimi kamninami, ki so bile izbruhane med 150.000 in 210.000 leti pred sedanjostjo.

## Krater
Rano Kau ima kratersko jezero, ki je eno od otoških treh naravnih teles sveže vode. Jezero je na približno 100 m nadmorske višine, vendar je več kot 200 metrov pod najvišjim vrhom kraterja. Vulkanski stožec je v veliki meri obkrožen z vodo, večina pa je bila v preteklosti zrušena, da bi se oblikovali visoki klifi, ki so se na eni točki (te kari kari) začeli lomiti v steno kraterja. Notranja stena kraterja je nagnjena pod kotom med 65 ° (najbolj strmo blizu grebena) in 45 ° (ob jezerski obali). Iz ruševin obredne vasi Orongo se klif spusti jugozahodno pod kotom 50 ° do morske obale, ki je približno 300 metrov nižje. Na severni strani se vulkan spušča do mednarodnega letališča Mataveri.
Rano Kau je del svetovne dediščine narodnega parka Rapa Nui in ime enega od sedmih delov parka. Glavno arheološko najdišče na Ranu Kauu je uničena obredna vas Orongo, ki je na točki, kjer se klif in notranjost kraterja zbližata. En ahu z več moaii je bil opisan na pečinah Rano Kau v 1880-ih, vendar je padel na plažo do leta 1914, ko je bila tam Routledgova ekspedicija.
Poleg bazaltov vsebuje še nekaj drugih kamnin, vključno obsidian (ki je bil eden glavnih virov za kamnoseške delavce otoka) in plovec.
Krater ima premer skoraj 1,6 km in ima svojo mikroklimo. V zavetju vetrov, ki močijo večino preostalega otoka, v Ranu Kau uspevajo fige in trta.  Notranja brežina je bila kraj zadnjega toromiro (Sophora toromiro) drevesa v naravi, dokler primerek ni bil sesekan za drva leta 1960.

## Geotermalna aktivnost
Na nekem mestu v zgodnjem dvajsetem stoletju je upravitelj otoka fotografiral paro, ki je prihaja iz stene kraterja. 